# Канавейкське давньоіндіанське село-музей
Канавейкське давньоіндіанське село-музей (англ. Kahnawake's Old Indian Village & Museum, давніше також англ. Chief Poking Fire Indian Museum і англ. Totem Pole Indian Village in Kahnawake) — скансен покликаний служити для ознайомлення північноамериканської спільноти з культурою індіанського племені могавків. Заснований Джоном МакКомбером 1936 року в Канавейку, Канада.
Музей відтворює типове сільське поселення північноамериканського племені могавків, що розбудовується з 1930-х років. У 1950-х трапилася пожежа, після якої, окремі споруди, відбудовані в більш автентичному вигляді. 
Усі мешканці села костюмовані, правлять за екскурсоводів та артистів, що повинно справляти на відвідувачів враження давнього сільського способу життя. Найвідоміший з них, засновник скансену Джон МакКомбер (англ. John McComber), який під індіанським іменем Вождя Пронизуючий вогонь (англ. Chief Poking Fire), очолював музей фактично до смерті у 1979 році.
Виготовлені мешканцями скансену сувеніри користуються попитом у відвідувачів. Окремі екземпляри зберігаються в Королівському музеї Онтаріо.